# Grallaria milleri
Pita-formigueira-de-coleira-castanha ou torom-cintado (Grallaria milleri) é uma espécie de ave da família Formicariidae.
É endémica da Colômbia. Os seus habitats naturais são: regiões subtropicais ou tropicais húmidas de alta altitude e plantações. Está ameaçada por perda de habitat.